# Иванов, Николай Александрович (кинодеятель)
Николай Александрович Иванов (5 апреля 1922 — 3 января 2013) — Заслуженный работник культуры РСФСР (1974), член Союза кинематографистов России.

## Биография
Участник и инвалид Великой Отечественной войны.
- 1967—1984 гг. — первый заместитель генерального директора киностудии «Мосфильм»
- 1984—1987 гг. — первый заместитель начальника Главного управления материально-технического снабжения Госкино СССР.

## Фильмография
Николай Александрович был директором таких фильмов как:
- 1954 — Герои Шипки
- 1967 — Война и мир

## Заслуги и награды
- Орден Почёта (19.11.1997) — за заслуги перед государством, большой вклад в укрепление дружбы и сотрудничества между народами, многолетнюю плодотворную деятельность в области культуры и искусства[1].
- Орден Трудового Красного Знамени (1971).
- Орден Отечественной войны I степени.
- Орден Красной Звезды.
- Медаль «За боевые заслуги».
- Медаль «За победу над Германией в Великой Отечественной войне 1941—1945 гг.».
- Медаль «За оборону Ленинграда».
- Заслуженный работник культуры РСФСР (28.03.1974)[2].
- Благодарность Президента Российской Федерации (15.01.2004) — за большие заслуги в развитии отечественного кинематографа[3].
- Медаль Патриот России.